# Kobi Marimi
Kobi Marimi (Hebreeuws: קובי מרימי)  (Ramat Gan, 8 oktober 1991) is een Israëlisch zanger en acteur.

## Biografie
Harimi werd geboren in Ramat Gan, ten oosten van Tel Aviv. Hij begon op 13-jarige leeftijd met zingen en na zijn middelbareschoolopleiding, met hoofdvak theater, behaalde hij in 2017 zijn acteerdiploma aan de Nissan Nativacademie in Tel Aviv. In datzelfde jaar won hij de prijs voor rijzende ster bij de Israëlische musicalprijzen.
Eind 2018 besloot hij zijn kans te wagen in HaKochav HaBa (de komende/rijzende ster), een populaire Israëlische talentenjacht. Ondanks het feit dat hij geen professionele ervaring had als zanger, wist hij de finale te bereiken en deze te winnen. Hiermee won hij ook het voorrecht om zijn vaderland te vertegenwoordigen op het Eurovisiesongfestival 2019, dat gehouden wordt in zijn thuisstad Tel Aviv.
1973: Ilanit · 
1974: Poogy · 
1975: Shlomo Artzi · 
1976: Chocolad Menta Mastik · 
1977: Ilanit · 
1978: Izhar Cohen & The Alphabeta · 
1979: Gali Atari & Milk and Honey · 
1981: Hakol Over Habibi · 
1982: Avi Toledano · 
1983: Ofra Haza · 
1985: Izhar Cohen · 
1986: Moti Giladi & Sarai Tzuriel · 
1987: Lazy Bums · 
1988: Yardena Arazi · 
1989: Gili & Galit · 
1990: Rita · 
1991: Duo Datz · 
1992: Dafna Dekel · 
1993: The Shiru Group · 
1995: Liora · 
1998: Dana International · 
1999: Eden · 
2000: Ping Pong · 
2001: Tal Sondak · 
2002: Sarit Hadad · 
2003: Lior Narkis · 
2004: David D'Or · 
2005: Shiri Maimon · 
2006: Eddie Butler · 
2007: Teapacks · 
2008: Bo'az Ma'uda · 
2009: Noa & Mira Awad · 
2010: Harel Skaat · 
2011: Dana International · 
2012: Izabo · 
2013: Moran Mazor · 
2014: Mei Finegold · 
2015: Nadav Guedj · 
2016: Hovi Star · 
2017: Imri Ziv · 
2018: Netta Barzilai · 
2019: Kobi Marimi · 
2021: Eden Alene · 
2022: Michael Ben David · 
2023: Noa Kirel · 
2024: Eden Golan · 
2025: Yuval Raphael